# Twist with Steve Alaimo
Twist with Steve Alaimo è il primo album del cantante pop statunitense Steve Alaimo, pubblicato dalla Checker Records nel dicembre del 1961 .

## Tracce

### LP (1961, Checker Records, LP 2981)
Lato A
1. The Twist – 2:10 (Hank Ballard)
2. Let's Go! Let's Go! Let's Go! – 2:10 (Hank Ballard)
3. Good Good Lovin' – 2:15 (James Brown, Albert Shubert)
4. I've Got It! – 1:50 (Steve Alaimo, Walter P. Maynard)
5. Do the Mashed Potatoes – 1:35 (Dessie Rozier)
6. Lucille – 1:48 (Richard Penniman, Albert Collins)

Durata totale: 11:48
Lato B
1. Boppin' the Blues – 2:35 (Carl Perkins, Howard "Curley" Griffin)
2. The Hoochie Coochie Coo – 2:20 (Billie Myles, Hank Ballard)
3. Let's Twist Again – 2:25 (Kal Mann, Dave Appell)
4. Do the Hully Gully – 1:35 (Jesse Stone, Steve Alaimo)
5. This Little Girl's Gone Rockin' – 1:30 (Bobby Darin, Manny Curtis)
6. Twist All Night – 2:00 (Jesse Stone, Steve Alaimo)

Durata totale: 12:25

## Musicisti
- Steve Alaimo – voce
- The Valiants – cori
- The Ardells – cori
- Altri musicisti non accreditati

### Produzione
- Leonard Chess – produzione, supervisione
- Registrazioni effettuate nel novembre del 1961 al Criteria Recording Studios di Miami, Florida
- Stan Marshall – ingegnere delle registrazioni
- Don Bronstein – design copertina album originale
- Howard Richman – foto copertina album originale[3]